# Alliierte Feldpost in Deutschland nach 1945
Dieser Artikel behandelt das Verhältnis der Deutschen Bundespost zu den in Deutschland stationierten Alliierte Truppen und deren Feldpostversorgung nach dem Zweiten Weltkrieg.

## Alliierte Militärpost
In den Jahren nach dem Krieg finden sich nur wenige Hinweise auf Post der Besatzungsmächte. Am 3. Oktober 1947 wird im Amtsblatt darauf hingewiesen, dass Postgebührenfreiheit nur die amtliche Post der Besatzungsmächte und ferner solche Sendungen genießen, deren gebührenfreie Beförderung von der Militärregierung ausdrücklich vorgesehen ist. 
Die P.C.I.R.O. (Preparatory Commission of the International Refugee Organisation) war keine Dienststelle einer Besatzungsmacht und somit nicht zum gebührenfreien Versand von Briefsendungen zugelassen, heißt es in der Amtsblattverfügung 92 von 1947.
Nach Wiederaufnahme des Luftpostdienstes in Deutschland am 1. Mai 1948 stand er auch allen Alliierten, die die deutsche Post benutzen dürfen, gegen Bezahlung der Gebühren in amerikanischem (MPC) oder englischem (BAFSV) Militärgeld zur Verfügung. Die Alliierten konnten bei Postämtern mit Devisenannahmestelle Luftpostleichtbriefe gegen 10 cent oder 6 pence kaufen und sie in einen beliebigen Briefkasten werfen. Die Verwendung von britischen Militärgeld war vom 1. Oktober 1948 an nicht mehr zulässig.
Ab 20. Oktober 1948 wurde der Luftpostverkehr aus dem Vereinigten Wirtschaftsgebiet nach dem Ausland dahin erweitert, dass Briefe bis 100 g gegen Bezahlung der Gebühr in Deutscher Mark von jedermann eingeliefert werden konnten. Die außerdem zugelassenen Luftpostleichtbriefe, die bisher nur gegen 2 Antwortscheine abgegeben wurden, waren vom 20. Oktober an auch gegen 60 Pf in bar zu verkaufen. Der Verkauf der Luftpostleichtbriefe war möglichst zu fördern. Alliierte konnten weiter Luftpostbriefe gegen amerikanisches Militärgeld (MPC) einliefern.
Am 20. Januar 1949 konnte man in einer Verfügung lesen, dass der Rundfunk im amerikanischen Sektor (RIAS) eine Dienststelle der amerikanischen Militärregierung war und daher Gebührenfreiheit genoss.
Seit dem 11. Februar 1949 konnten bei den Postämtern mit Devisenannahmestellen von Angehörige der Besatzungsmacht im Luftpostverkehr nach dem Ausland auch eingeschriebene Sendungen gegen Zahlung in amerikanischem Militärgeld (MPC) angenommen werden. Die Einschreibgebühr betrug 5 Cents. 
Im Amtsblatt 73 vom 27. September 1949 wird verkündet, dass die US-Dienstpost an Armee- und Militärregierungs-Einheiten fortan durch die Deutsche Post unter Ablösung der Gebühr befördert werden. Die Pauschgebühr wurde durch Zählung ermittelt.
1950 finden wir eine Definition der Aufgaben der Armeepostämter (APO's). Dort werden Postsendungen von Alliierten angenommen und der Deutschen Post zur Beförderung übergeben, die an zivile Empfänger in Deutschland gerichtet sind. 
Die in britischen APO's eingelieferten Sendungen sind entweder mit dem gebührenbefreiend Vermerk „On His Majesty's Service“ versehen oder mit britischen Postwertzeichen nach besonderen (niedriger als für Sendungen aus Großbritannien) Gebührensätzen freigemacht. Sie sind erkennbar an den Tagesstempeln mit der Bezeichnung „Field Post Office“ oder vereinzelt „Zone Postal Depot“. Sie dürfen nicht mit Nachgebühr belegt werden.
Bei den amerikanischen, französischen und belgischen APO's bzw. BPM (Bureau Postal Militaire) eingelieferten Sendungen sind so freigemacht, dass eine Belastung mit Nachgebühr nicht in Frage kommt.
Seit Mitte 1951 konnten Wertpakete an Angehörige der amerikanischen Besatzungsmacht mit der Anschrift eines amerikanischen APO unter den gleich Bedingungen wie Wertpakete nach den USA zur Beförderung angenommen werden. Neben der Behandlungsgebühr von 60 Pf. und der Wertgebühr von 30 Pf. je 300 DM der Wertangabe sind folgende Gewichtsgebühren zu erheben. Austauschamt APO 82 in Frankfurt am Main
Die französische Militärpost informierte, über die Deutsche Bundespost am 29. September 1953, dass die Anschrift für Postpakete an Angehörige der französischen Streitkräfte, deren Postsendungen über Militärpostämter geleitet werden, nur folgende Angaben enthalten durfte: 1. Name, Vorname, Dienstgrad (Stammrollennummer bei den Angehörigen der Streitkräfte, die aus Nordafrika oder den Überseegebieten stammen), 2. ggf. Kompanie, Batterie oder Eskadron und 3. die Nummer des Postbezirks (mit 5 Ziffern). Die Nummer des Militärpostamts (mit 3 Ziffern) durfte nicht angegeben werden.
Am 1. Januar 1954 wurde der bestehende Sondertarif (in MPC) für die Beförderung von Luftpostbriefsendungen (Postkarten, Luftpostleichtbriefe und Briefe bis 20 g) von alliierte Personen nach dem Ausland außer Kraft gesetzt. Es waren zu erheben: Der Gegenwert der deutschen Gebühren (gewöhnliche Freigebühr und Luftpostzuschlag) in MPC umgerechnet nach dem Verhältnis 1 $ = 4.20 DM oder 1 DM = 23,81.
Über die Rechtsstellung der Militärpost gibt das Amtsblatt Auskunft. Dort heißt es: „Vom 1. Januar 1957 an gilt das Grundgesetz für die Bundesrepublik Deutschland nach Maßgabe des Gesetzes über die Eingliederung des Saarlandes vom 23. Dezember 1956 auch im Saarland.“ In der Anlage 16 geht es um die Rechtsstellung der Streitkräfte von der für uns nur Art.6 von Interesse ist: „Die Streitkräfte können Militärpostämter [nun auch im Saarland] errichten, um ihren eigenen Post- und Telegraphenverkehr wahrzunehmen.“
Mit Verfügung vom 9. Mai 1958 wird darauf hingewiesen, dass im Verkehr mit den Stationierungsstreitkräften alle Pakete an Empfänger mit Militärpostadressen (APO, BFPO, CAPO usw.) vollständig freigemacht sein müssen. Ferner wird darauf hingewiesen, dass Nachnahmesendungen, Post- und Zahlungsanweisungen, Postaufträge, Briefe mit Zustellungsurkunde sowie Wertsendungen (ausgenommen Wertpakete mit APO-Anschriften bis 1.400 DM Wertangabe) an Empfänger mit Militäranschriften unzulässig sind.
Der Postverkehr mit den in der BRD stationierten ausländischen Streitkräfte bei Einschaltung der Dienststellen der DBP regelte die Verfügung 38 vom 21. Januar 1961. Darin heißt es: Die bisher auf zahlreichen Einzelvereinbarungen beruhenden postalischen Beziehungen .. sind einheitlich geregelt worden. Es gilt (gekürzt) folgendes: Die Militärpostämter sind als vorgeschobene Postämter des Entsendestaates anzusehen. Daraus ergibt sich, dass der Postverkehr mit ihnen als internationaler Verkehr nach den Vorschriften des Weltpostvertrags und der Nebenabkommen sowie nach den zwischen der DBP und dem Entsendeland der jeweiligen Stationierungsstreitkräfte für den zivilen Postverkehr geltenden zweiseitigen Verträge abzuwickeln ist, soweit nicht abweichende Vereinbarungen getroffen wurden.
Als Militärpostsendungen gelten Sendungen, die an die Truppe (militärische Einheit, Truppe, Organisation usw.), das zivile Gefolge (im Dienst der Truppe stehend), die Mitglieder der Truppe oder des zivilen Gefolges sowie deren Angehörige gerichtet sind.

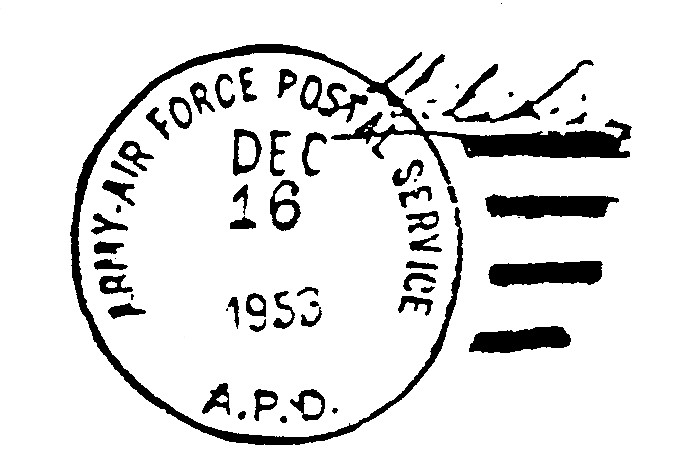
US Feldpoststempel

Die Stationierungsstreitkräfte verwenden in der Anschrift militärische Bezeichnungen: Belgien BPS; Frankreich SP; Großbritannien BFPO; Kanada CAPO, und die Vereinigten Staaten von Nordamerika APO; die Buchstabengruppen werden durch Zahlen ergänzt. (zum Beispiel SP 22630, BFPO 40, APO 403). Zusätzliche Angaben wie Ort, Straße, Einheit usw, sind zulässig. Sendungen ohne militärische Bezeichnung sind keine Militärpostsendungen. Gibt die Anschrift zu Zweifeln Anlass, so ist die Sendung als Militärpost anzusehen.
Zugelassen sind gewöhnliche und eingeschriebene Briefsendungen sowie gewöhnliche Pakete; im Verkehr mit den US-Streitkräften darüber hinaus Wertpakete bis zum Höchstbetrag von 1370,- DM.
Briefsendungen, die zwischen den Militärpostämtern und der DBP zu Weiterleitung ausgetauscht werden, müssen grundsätzlich in beiden Richtungen nach den Gebührensätzen des internationalen Postverkehrs freigemacht werden. Die jetzige Regelung bleibt bestehen; danach gelten die Sendungen als ausreichend frankiert, wenn sie nach den Inlandsgebührensätzen freigemacht sind. Diese Bestimmungen, sie gelten nicht in Westberlin, treten am 1. Februar 1961 in Kraft.
Seit dem 1. Juli 1963 waren in wechselseitigen Verkehr mit der Militärpost der Stationierungsstreitkräfte keine Sendungen gegen Rückschein mehr zugelassen.
Was man unter Organisationen zu verstehen hat, regelt das NATO-Truppenstatut. Der für den Postdienst wichtige Inhalt wird im Amtsblatt 15 vom 1. Februar 1966 bekannt gegeben. Als Bestandteil der alliierten Streitkräfte sind demnach folgende Organisationen genannt:
Für die Belgier die Schulen der belgischen Truppen, die belgischen Hotels de Transit et de Welfare, die zugelassenen Clubs der belgischen Truppen und das Home de Retraite des Autumoniers der belgischen Truppe;
Bei den Briten das British Forces Education Service und der British Forces Broadcasting Service;
Für das kanadische Kontingent die Schulen der kanadischen Truppen, die Regimental Institutes der kanadischen Armee und die Royal Canadian Air Force Non-Public-Funds Institutes (Selbstzahlerorganisation der kanadischen Luftwaffe); und für die Niederländer die Schulen der niederländischen Truppe, der Cantinedienst von de Koniglijke Land- en Luchtmacht, der Dienst Welzijnszorg und die Offiziers- und Unteroffiziersmessen. Weitere Organisationen waren bei den Botschaften zu erfragen.
Im Amtsblatt 48 vom 9. April 1981 finden wir die Verfügung 316: „Die britische Rheinarmee versendet im Bereich der DBP Postpakete mit Ausrüstungsgegenständen an Angehörige ihrer Streitkräfte, die in angemieteten Wohnungen leben. Diese Pakete, die der DBP von den britischen Militärpostämtern zugehen, tragen auf der Aufschriftseite einen Klebezettel mit folgendem Wortlaut: ‚Militärgut der Rheinarmee, das ohne Einschaltung der Zollverwaltung dem Empfänger unmittelbar ausgehändigt werden darf (BMF vom 19. März 1981 III B 2 - Z 1754-1/81)‘. Des Weiteren ist das Dienstsiegel des British Frontier Service eingedruckt...“

## Postaustausch

Leitwege der Niederländischen Feldpost

Die Verknüpfungspunkte der alliierten Feldpost zur Deutschen Bundespost sind in einer besonderen „Anweisung über den Postverkehr der in der Bundesrepublik stationierten ausländischen Streitkräfte bei Einschaltung der Dienststellen der Deutschen Bundespost“ (1960) oder kurz „AnwP Ausl.Streitkräfte“, nach neuerer Fassung „AnwP Stat Streitkräfte“, genau geregelt.
Diese Anweisungen regeln den Postverkehr der in Deutschland stationierten fremden Streitkräfte, sofern er unter Einschaltung der Dienststellen der DBP abgewickelt wird. Telegramm- und Telefondienst fallen nicht darunter. Die Vorschrift hat für Westberlin keine Gültigkeit.
Zu den Stationierungsstreitkräften gehören die Truppen (Einheiten, Dienststellen), das zivile Gefolge (im Dienste der Truppe), Mitglieder der Truppe sowie deren Angehörige. Das Verhältnis von DBP zur Bundeswehr wird nicht berührt.
Die Militärpostämter werden als vorgeschobene Postämter des Landes des jeweiligen Entsenderstaates angesehen. Es handelt sich dabei also um einen internationalen Verkehr, der nach der Vorschriften des Weltpostvertrages, der Nebenabkommen zum Weltpostvertrag sowie nach besonderen zwischen der DBP und der jeweiligen Stationierungsstreitmacht für den zivilen Verkehr geltenden zweiseitigen Verträgen durchgeführt wird. Aber das wissen wir ja bereits.
In dieser Anweisung wurde der Begriff „Militärpostsendung“ definiert als Sendungen, die von privaten Absendern an die Stationierungsstreitkräfte oder von der Stationierungsstreitmacht an zivile Empfänger gerichtet sind und auf Grund ihrer Anschrift über die Dienste der DBP und der Militärpostämter geleitet werden müssen.
In Richtung Streitkräfte zählen dazu alle Sendungen, die eine militärische Anschrift tragen (zum Beispiel „1SGT Meyer, B-4090 BPS 7 BSD“). Dies gilt auch dann noch, wenn zusätzliche Angaben wie Ort, Straße, Einheit etc. enthalten sind (zum Beispiel „1SGT Meyer, 4770 Soest, B-4090 BPS 1“). Weiter zählen dazu Sendungen an Mitglieder und Angehörige der fremden Streitmacht mit militärischer Anschrift, auch wenn sie zusätzliche Angaben enthalten (zum Beispiel „Militärhospital Soest, G. Bylemann, B-4090 BPS 1“).
Sendungen ohne militärische Anschrift gelten auch dann nicht als Militärpostsendung, wenn klar erkennbar ist, dass es sich um militärische Einheiten handelt. Das Gleiche gilt auch bei offener Anschrift an Mitglieder der Stationierungsstreitkräfte. Im Zweifelsfalle sind die Postbeamten gehalten, solche Sendungen als Militärpostsendungen anzusehen.
Sendungen, die von den Stationierungsstreitkräften ausgehen, müssen mit Postwertzeichen oder Freimachungsvermerk des Landes der betreffenden Streitmacht versehen sein und den Stempel eines Militärpostamtes tragen.
Nicht hinzugerechnet werden die Sendungen, die vom Absender unmittelbar bei der DBP eingeliefert werden. Diese müssen natürlich mit deutschen Marken frankiert sein.
Zum Militärpostdienst sind gewöhnliche und eingeschriebene Briefsendungen und gewöhnliche Pakete zugelassen. Nur im Verkehr mit der US-Feldpost ist der Versand von Wertpaketen bis 1 370 DM (1960), 1 210 DM (Stand 1986) zugelassen
Alle Sendungen müssen in beiden Richtungen nach den Gebührensätzen des internationalen Postverkehrs freigemacht sein. Ausnahmen sind: Briefsendungen der britischen Streitkräfte, die nach ermäßigten Gebührensätzen freigemacht werden. Sie tragen auf der Vorderseite den Vermerk „British Field Post - ermäßigte Gebühr“. Briefsendungen der französischen Streitkräfte sind nach den französischen Inlandgebührensätzen frankiert. Neben dem Militärpoststempel mit der Inschrift „Postes aux Armées“ den zusätzlichen Vermerk „Ermäßigte Gebühr“. Briefsendungen der belgischen Streitkräfte (BPS) sind nach den Gebührensätzen des belgischen Inlanddienstes freigemacht. Briefsendungen der US-Streitkräfte sind nach den Auslandsgebührensätzen freigemacht. Dienstliche Briefsendungen und Pakete der US-Streitkräfte werden nicht mit Postwertzeichen versehen, sondern tragen in der Aufschrift den Freivermerk „Postage and Fees Paid, Department of the Army (bzw. Air Force)“. Briefsendungen der kanadischen Streitkräfte werden ohne Einschaltung der kanadischen Militärpostdienste unmittelbar bei der DBP eingeliefert.
Briefsendungen an die Streitkräfte sind, sofern Sie nicht über die Auslandsbriefkartenschlüsse zum Bestimmungsland weitergeleitet werden müssen, ausreichend frankiert, wenn sie nach den Inland-Gebührensätzen freigemacht sind. Briefsendungen von Militärpostämtern gelten grundsätzlich als ausreichend freigemacht. Nachgebühren sind grundsätzlich nicht auszuwerfen und nicht zu erheben.
Briefpostsendungen mit Militärpostanschrift müssen mindestens nach den Inlandsgebühren freigemacht sein. Der Fehlbetrag bis zu dieser Gebühr ist nachzukleben und vom Absender einzuziehen.
Der Postaustausch zwischen den Militärpostämtern und den dafür vorgesehenen Dienststellen der DBP darf nur an folgenden Orten durchgeführt werden.

### Belgische Streitkräfte

Stempel der belgischen Feldpost

Austauschpunkte 1960: Aachen, daneben durften die belgischen Streitkräfte an Orten mit belgischen Militärpostämtern gewöhnliche Inlandssendungen formlos den Dienststellen der DBP übergeben. - 9. Dezember 1969, Austausch in Aachen, Kassel und Neheim-Hüsten und nun auch beim PA Siegen/Westf. Stand 86 5000 Köln, 5100 Aachen, 5900 Siegen 1

### Britische Streitkräfte

Stempel der britischen Feldpost

Austauschpunkte 1960: Bielefeld, Dortmund, Düsseldorf, Hamburg, Hannover, Herford, Mönchen-Gladbach, Westerland (Sylt) und später auch Münster. 
19. Juni 1962, Die britischen Militärpostämter in Hamburg und Westerland (Sylt) sind aufgehoben worden. Es bestehen noch: Bielefeld 1, Dortmund 1, Düsseldorf 1 bzw. 2, Hannover 1 bzw. 3, Herford 1, Mönchengladbach 1 bzw. 2 und Münster (Westf) 2. Vom 1. September 1962 an wird das PA Osnabrück 1 Austauschamt für Postsendungen an britische Streitkräfte. Am 1. Oktober 1963 ist als weiterer Austauschort für Militärpostsendungen von und zu britischen Streitkräften Verden (Aller) vereinbart worden. Stand 86: 2810 Verden, 3000 Hannover 2, 4000 Düsseldorf 1 (nur Briefsendungen), 4000 Düsseldorf 1 (nur Pakete), 4050 Mönchengladbach 1, 4400 Münster 2, 4500 Osnabrück, 4600 Dortmund 1, 4800 Bielefeld 1, 4900 Herford 1, 6792 Ramstein-Miesenbach 3.

### Französische Streitkräfte

Stempel der französischen Feldpost

Austauschpunkt 1960: Offenburg (Baden), am 1. Februar 1966 erfolgt der Austausch bisher nur beim PA Offenburg 1 nun zusätzlich ein beschränkter Austausch beim PA Saarbrücken 2. Eingeschriebene Briefsendungen und Pakete mit französischen Militärpostanschriften sind ausschließlich nach Offenburg 1 zu leiten. Am 22. Dezember 1983 wird der Postaustausch über 600 Saarbrücken eingestellt, nur noch über 7600 Offenburg. Am 13. Mai 1984 können gewöhnliche Briefsendungen über 5500 Trier 1 ausgetauscht werden. Stand 86: 5500 Trier 1 (nur gewöhnliche Briefsendungen), 7600 Offenburg.

### Kanadische Streitkräfte

Stempel der kanadischen Feldpost

Austauschpunkt 1960: Düsseldorf und Zweibrücken. Am 16. Januar 1962 werden das Postamt Baden-Baden 1 als weiteres Austauschamt für Sendungen an die kanadischen Streitkräfte (CAPO 5056 auch zusätzlich RCAF) genannt. Vom 1. Juni 1963 an CAPO 5050 Werl (Westf.), CAPO 5056 Baden-Baden 1, Sendungen mit sonstigen CAPO-Anschriften sowie Anschriften von Luftwaffeneinheiten (RCAF = Royal Canadian Air Force) nach Zweibrücken 1 [279/63]. Am 1. Mai 1965 ändert sich die Bezeichnung der kanadischen Militärpostämter ist von C.A.P.O. (Canadian Army Post Office) in C.F.P.O. (Canadian Forces Post Office). Am 5. Mai 1967 werden C.F.P.O. 5.000 Lahr (Schwarzwald), C.F.P.O. 5050 Werl, Westf., C.F.P.O. 5055 Zweibrücken 1, C.F.P.O. 5056 Baden-Baden genannt. am 1. Juli 1969 C.F.P.O. 5055 wird von Zweibrücken zum Militärflugplatz Ramstein verlegt. Es bestehen zusätzlich C.F.P.O 5000 Lahr (Schwarzwald), C.F.P.O 5050 Werl (Westf.), C.F.P.O 5055 Landstuhl 4, C.F.P.O 5056 Baden-Baden 1. Nach Mitteilung der kanadischen Postverwaltung vom 3. September 1974 ist wegen der in Kanada bestehenden Zweisprachigkeit die Abkürzungsbezeichnung der in der BRD eingerichteten kanadischen Militärpostämter CFPO (Canadian Forces Post Office) gleichbedeutend mit BPFC (Bureau de Postes des Forces canadiennes). Seit dem 8. Oktober 1981findet der Postaustausch nun auch in 5130 Geilenkirchen - CFPO 5053 Geilenkirchen statt. Stand 1986: 5130 Geilenkirchen (CFPO 5053), 6792 Ramstein-Miesenbach 3 (CFPO 5055), 7570 Baden-Baden (CFPO 5056), 7630 Lahr (CFPO 5000).

### US-Streitkräfte

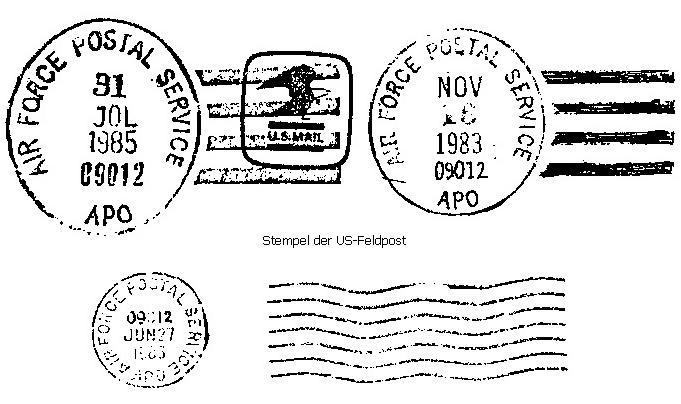
Stempel der amerikanischen Feldpost

Austauschpunkt 1960: Gewöhnliche Briefsendungen und gewöhnliche Pakete in: 5300 Bad Godesberg, 6550 Bad Kreuznach, 5520 Bitburg (Eifel), 2850 Bremerhaven, 6000 Frankfurt (Main), 6300 Gießen, 6900 Heidelberg, 6750 Kaiserslautern, 3500 Kassel, 8000 München, 8500 Nürnberg, 7000 Bad Cannstatt, 7000 Stuttgart-Vaihingen, 6200 Wiesbaden und 8700 Würzburg. Eingeschriebene Briefsendungen und Wertpakete (in der Richtung von den APOs auch Luftpostsendungen und Auslandssendungen) in Frankfurt am Main. Am 28. August 1964 wird als weitere Austauschort ist Fürth (Bay) vereinbart. (Briefsendungen weiterhin über PA Nürnberg 2). 
Seit dem 1. August 1968 wird auch in Worms gewöhnliche Briefsendungen und gewöhnliche Pakete ausgetauscht. Stand 86: Gewöhnliche Briefsendungen und gewöhnliche Pakete - auch wenn sie die zusätzliche Angabe „c/o Postmaster New York“ tragen - nach: 2850 Bremerhaven 1, 5300 Bonn 2, 5520 Bitburg, 2860 Osterholz-Scharmbeck, 6000 Frankfurt 3 (nur Briefsendungen), 6000 Frankfurt 4 (nur Pakete), 6200 Wiesbaden, 6300 Gießen 1, 6520 Worms 2, 6550 Bad Kreuznach 1, 6750 Kaiserslautern 1, 4792 Ramstein-Miesenbach 3, 6900 Heidelberg 1, 7000 Stuttgart 50, 7000 Stuttgart 80, 8000 München 80, 8510 Fürth 2,Bayern, 8700 Würzburg 1. Eingeschriebene Briefsendungen - auch wenn sie die zusätzliche Angabe „c/o Postmaster New York“ tragen - ausschließlich nach: 6000 Frankfurt 3. Wertpakete - auch wenn sie die zusätzliche Angabe - „c/o Postmaster New York“ tragen - nach: 6000 Frankfurt 4
Am 24. September 1987 wird der Austausch vom Postamt 8000 München 80 (Giesing/Au) nach München 90 (Berg am Laim/Haidhausen) verlegt.

Niederländische Feldpoststempel

### Niederländische Streitkräfte
Am 22. Mai 1962	gelten die Bestimmungen für den Postverkehr mit Militärpostämtern auch mit den in der BRD stationierten niederländischen Streitkräfte. Brief- und Paketsendungen von den niederländischen Militärpostämtern sind nach den niederländischen Inlandsgebühren ausreichend freigemacht, sofern sie mit dem Stempel des Militärpostamts gestempelt sind. Militärpostsendungen an die niederländischen Streitkräfte tragen neben der Empfängerangabe die zusätzliche Bezeichnung NAPO mit einer nachfolgend mehrstelligen Zahl. Die Auswechselungspostämter sind Münster (Westf) 2 und Celle 1. Am 1. Oktober 1963 ist als weiterer Austauschort ist Zeven (Bz.Bremen) vereinbart worden. Seit dem 1. November 1966 nur noch bei den PÄ Bremen 5, Osnabrück 1 und Münster (Westf.) 2. Stand 86: 2730 Zeven